# Carson Branstine
Carson Branstine (* 9. September 2000 in Irvine, Kalifornien, USA) ist eine kanadische Tennisspielerin.

## Karriere
Branstine, die mit sieben Jahren mit dem Tennisspielen begann, bevorzugt Hartplätze. Sie spielt vor allem auf der ITF Women’s World Tennis Tour, wo sie bisher sieben Siege im Einzel und drei im Doppel erringen konnte.
2017 gewann sie mit ihrer Partnerin Bianca Andreescu das Juniorinnendoppel der Australian Open und das Juniorinnendoppel der French Open. In Wimbledon unterlag sie mit ihrer Partnerin Marta Kostjuk im Halbfinale des Juniorinnendoppels, bei den US Open scheiterte sie mit Sofia Sewing bereits in der zweiten Runde.

## Turniersiege

### Einzel
| Nr. | Datum             | Turnier        | Kategorie | Belag     | Finalgegnerin               | Ergebnis        |
| --- | ----------------- | -------------- | --------- | --------- | --------------------------- | --------------- |
| 1.  | 28. November 2021 | Kairo          | ITF W15   | Sand      | Priska Madelyn Nugroho      | 7:66, 6:1       |
| 2.  | 12. November 2023 | Monastir       | ITF W15   | Hartplatz | Ranah Akua Stoiber          | 7:5, 4:6, 6:3   |
| 3.  | 19. November 2023 | Monastir       | ITF W15   | Hartplatz | Emily Welker                | 6:2, 6:3        |
| 4.  | 28. Januar 2024   | Monastir       | ITF W35   | Hartplatz | Victoria Jiménez Kasintseva | 6:2, 6:2        |
| 5.  | 9. Juni 2024      | Sumter         | ITF W75   | Hartplatz | Sophie Chang                | 7:66, 6:76, 6:1 |
| 6.  | 25. August 2024   | Vrnjačka Banja | ITF W35   | Sand      | Lola Radivojević            | 7:65, 6:4       |
| 7.  | 30. März 2025     | Santo Domingo  | ITF W50   | Hartplatz | Ana Sofía Sánchez           | 6:1, 6:3        |

### Doppel
| Nr. | Datum             | Turnier  | Kategorie   | Belag     | Partnerin           | Finalgegnerinnen                    | Ergebnis         |
| --- | ----------------- | -------- | ----------- | --------- | ------------------- | ----------------------------------- | ---------------- |
| 1.  | 21. Juli 2018     | Gatineau | ITF $25.000 | Hartplatz | Bianca Andreescu    | Hsu Chieh-yu Marcela Zacarías       | 4:6, 6:2, [10:4] |
| 2.  | 11. November 2023 | Monastir | ITF W15     | Hartplatz | Selina Dal          | Eliessa Vanlangendonck Emily Welker | 3:6, 7:5, [10:8] |
| 3.  | 6. April 2024     | Hammamet | ITF W35     | Sand      | Jekaterina Reingold | Émeline Dartron Margaux Rouvroy     | 6:3, 6:0         |